# Plumelec
Plumelec (bretó Pluveleg) és un municipi francès situat al departament d'Ar Mor-Bihan i a la regió de Bretanya. L'any 2006 tenia 2.609 habitants.

## Demografia
| 1962                                       | 1968  | 1975  | 1982  | 1990  | 1999  |
| ------------------------------------------ | ----- | ----- | ----- | ----- | ----- |
| 2.467                                      | 2.498 | 2.410 | 2.355 | 2.343 | 2.337 |
| Des de 1962: població sense dobles comptes |       |       |       |       |       |

## Administració
| Període | Identitat  | Partit |
| ------- | ---------- | ------ |
| 2001-   | Léon Guyot |        |